# Gmina Vrbanja
Gmina Vrbanja (chorw. Općina Vrbanja) – gmina w Chorwacji, w żupanii vukowarsko-srijemskiej. W 2011 roku liczyła  3940 mieszkańców.